# Cam Taylor-Britt
Cameron Taylor-Britt (Montgomery, Alabama, 15 de octubre de 1999) más conocido como Cam Taylor-Britt, es un jugador profesional estadounidense de fútbol americano, se desempeña en la posición de cornerback en Cincinnati Bengals, en la National Football League (NFL).

## Carrera
Fue seleccionado en la Reunión Anual de Selección de Jugadores de la NFL de 2022. Hizo su debut profesional con el equipo Cincinnati Bengals, lleva jugando dos temporadas.